# 香农·埃文斯
香农·尤金·埃文斯二世（1994年7月19日—）為美國男子籃球運動員，擁有幾內亞國籍，大學就讀紐約州立大學水牛城分校和亞利桑那州立大學，2018年投入NBA选秀但落選，之後輾轉歐洲接連效力過核電廠、貝亞恩麋鹿、花園城市學院、皇家貝迪斯、瓦伦西亚。2023年9月26日，中国男子篮球职业联赛北京鸭宣布與埃文斯完成簽約。12月初，埃文斯與北京鸭的两个月保障合同已经到期，北京鸭於12月5日取消註冊埃文斯，埃文斯總計代表北京鸭出賽11场，留下场均13.5分、5篮板、5.4助攻的表現。

## 外部連結
- 香农·埃文斯在fiba.basketball（英语）
- 香农·埃文斯在歐洲籃球聯賽（英语）
- 香农·埃文斯在西班牙篮球甲级联赛（球員）（西班牙语）
- 香农·埃文斯在法國籃球甲級聯賽（法语）
- 香农·埃文斯在土耳其籃球超級聯賽（英语）
- 香农·埃文斯在Basketball-Reference.com（國際）（英语）
- 香农·埃文斯在Sports-Reference.com（NCAA）（英语）
- 香农·埃文斯在Eurobasket.com（球員）（英语）
- 香农·埃文斯在RealGM（英语）
- 香农·埃文斯在Proballers（英语）
- 香农·埃文斯在中国篮球数据库（新浪网）